# Albione di Sassonia
Albione, noto anche come Abbione, spesso abbreviato in Abbio o Abbi (... – forse attorno all'811), è stato un condottiero sassone vissuto nell'VIII secolo, compagno di Vitichindo e contemporaneo di Carlo Magno.

## Biografia
Albione è menzionato dagli Annales Regni Francorum per quanto riguarda l'anno 785. Gli Annales non forniscono alcuna informazione sulle origini e sui precedenti successi militari di Albione. Albione era forse imparentato con Vitichindo, infatti, secondo il Fragmentum Vindobonense era suo cognato o suo genero. Nel corso delle guerre sassoni Vitichindo e Albione si erano ritirati verso nord, lungo l'Elba, mentre Carlo Magno si trovava nella contea di Bardengau. Secondo questa fonte, alcuni mediatori sassoni inviati dal re franco intimarono a Vitichindo e Albione di sottomettersi. Al fine d'ingraziarsi i due condottieri sassoni, Carlo promise loro l'immunità e una buona sistemazione per gli ostaggi in mano franca. Così, l'aristocratico franco Amalvino consegnò gli ostaggi promessi a Vitichindo e Albione, i quali seguirono Amalvino al palazzo reale di Attigny, dove nel frattempo si era recato Carlo. Là furono battezzati come cristiani. Morì attorno all'811.
Probabilmente Albione fu un antenato degli Immedingi. La leggenda che Albione fosse il capostipite della casa di Anhalt non può essere storicamente provata ed è probabilmente costruita ad arte.